# Mora tingslag
Mora tingslag var ett tingslag i Dalarna i Kopparbergs län. Det omfattade samma område som nuvarande Mora kommun. År 1934 hade tingslaget 16 960 invånare på en yta av 3 130 km², varav land 2 840. Centralort och tingsställe var Morastrand.
Tingslaget bildade 1843 ur Mora, Sollerö, Venjan och Särna tingslag och benämndes till 1894 Mora, Sofia Magdalena och Venjans tingslag. Tingslaget upphörde 1948 då verksamheten överfördes till Mora och Orsa tingslag. 
Tingslaget hörde före 1876 till Österdalarnas domsaga och från 1876 till Ovansiljans domsaga.

## Socknar
Tingslaget omfattade följande socknar: 
- Mora socken
- Solleröns socken
- Venjans socken
- Våmhus socken

samt
- Morastrands köping (1908-1958) från 1959 med namnet Mora köping.